# Trony
Trony – według klasyfikacji Pseudo-Dionizego Areopagity trzeci chór anielski, po serafinach i cherubinach, przebywający przed tronem Bożym, opiekujący się Bożą siedzibą. Trony są syntezą posłuszeństwa i stabilności. Noszą purpurowe szaty. Ich atrybutami są korona i berło.